# Stráňany
Stráňany (Hongaars: Nagymajor) is een Slowaakse gemeente in de regio Prešov, en maakt deel uit van het district Stará Ľubovňa.
Stráňany telt 201 inwoners.